# Macroeconomic Dynamics
Macroeconomic Dynamics ist eine acht Mal im Jahr erscheinende wissenschaftliche Zeitschrift zu makroökonomischen Themen. Es wird seit 1997 von Cambridge University Press verlegt und veröffentlichte anfangs 4 Ausgaben im Jahr.
Neben wissenschaftlichen Fachaufsätzen werden Rezensionen, Interviews, Sonderausgaben und Tagungsbände (proceedings) veröffentlicht.

## Redaktion
Die Redaktion des JCMS wird zurzeit (2015) von William A. Barnett geleitet. Die Redaktion von Buchrezensionen obliegt Michele Boldrin und Gregory D. Hess, die von Spezialausgaben Lee Ohanian und Stephen J. Turnovsky. Ihnen zur Seite stehen 17 beratende Redakteure und eine Reihe assoziierter Redakteure.

## Rezeption
Eine Studie der französischen Ökonomen Pierre-Phillippe Combes und Laurent Linnemer sortiert das Journal mit Rang 64 von 600 wirtschaftswissenschaftlichen Zeitschriften in die drittbeste Kategorie A ein.
Das Journal hatte 2014 nach eigenen Angaben einen Impact-Faktor von 0,975.